# NGC 2110
NGC 2110 је елиптична галаксија у сазвежђу Орион која се налази на NGC листи објеката дубоког неба.
Деклинација објекта је - 7° 27' 23" а ректасцензија 5h 52m 11,2s. Привидна величина (магнитуда) објекта NGC 2110 износи 12,5 а фотографска магнитуда 13,5. NGC 2110 је још познат и под ознакама MCG -1-15-4, IRAS 05497-0728, PGC 18030.